# Odaia, Holovanivsk
Odaia (în ucraineană Одая) este un sat în comuna Pușkove din raionul Holovanivsk, regiunea Kirovohrad, Ucraina.

## Demografie
Componența lingvistică a localității Odaia
     Ucraineană (97,33%)
     Rusă (2,67%)
Conform recensământului din 2001, majoritatea populației localității Odaia era vorbitoare de ucraineană (97,33%), existând în minoritate și vorbitori de rusă (2,67%).